# دون ديفيس (فنان)
دون ديفيس (بالإنجليزية: Don Davis)‏ هو فنان أمريكي، ولد في 21 أكتوبر 1952.